# Porte sainte
 (novembre 2024).
La mise en forme du texte ne suit pas les recommandations de Wikipédia : il faut le « wikifier ».
Les points d'amélioration suivants sont les cas les plus fréquents. Le détail des points à revoir est peut-être précisé sur la page de discussion.
- Les titres sont pré-formatés par le logiciel. Ils ne sont ni en capitales, ni en gras.
- Le texte ne doit pas être écrit en capitales (les noms de famille non plus), ni en gras, ni en italique, ni en « petit »…
- Le gras n'est utilisé que pour surligner le titre de l'article dans l'introduction, une seule fois.
- L'italique est rarement utilisé : mots en langue étrangère, titres d'œuvres, noms de bateaux, etc.
- Les citations ne sont pas en italique mais en corps de texte normal. Elles sont entourées par des guillemets français : « et ».
- Les listes à puces sont à éviter, des paragraphes rédigés étant largement préférés. Les tableaux sont à réserver à la présentation de données structurées (résultats, etc.).
- Les appels de note de bas de page (petits chiffres en exposant, introduits par l'outil «  Source ») sont à placer entre la fin de phrase et le point final[comme ça].
- Les liens internes (vers d'autres articles de Wikipédia) sont à choisir avec parcimonie. Créez des liens vers des articles approfondissant le sujet. Les termes génériques sans rapport avec le sujet sont à éviter, ainsi que les répétitions de liens vers un même terme.
- Les liens externes sont à placer uniquement dans une section « Liens externes », à la fin de l'article. Ces liens sont à choisir avec parcimonie suivant les règles définies. Si un lien sert de source à l'article, son insertion dans le texte est à faire par les notes de bas de page.
- La présentation des références doit suivre les conventions bibliographiques. Il est recommandé d'utiliser les modèles {{Ouvrage}}, {{Chapitre}}, {{Article}}, {{Lien web}} et/ou {{Bibliographie}}. Le mode d'édition visuel peut mettre en forme automatiquement les références.
- Insérer une infobox (cadre d'informations à droite) n'est pas obligatoire pour parachever la mise en page.

Pour une aide détaillée, merci de consulter Aide:Wikification.
Si vous pensez que ces points ont été résolus, vous pouvez retirer ce bandeau et améliorer la mise en forme d'un autre article.

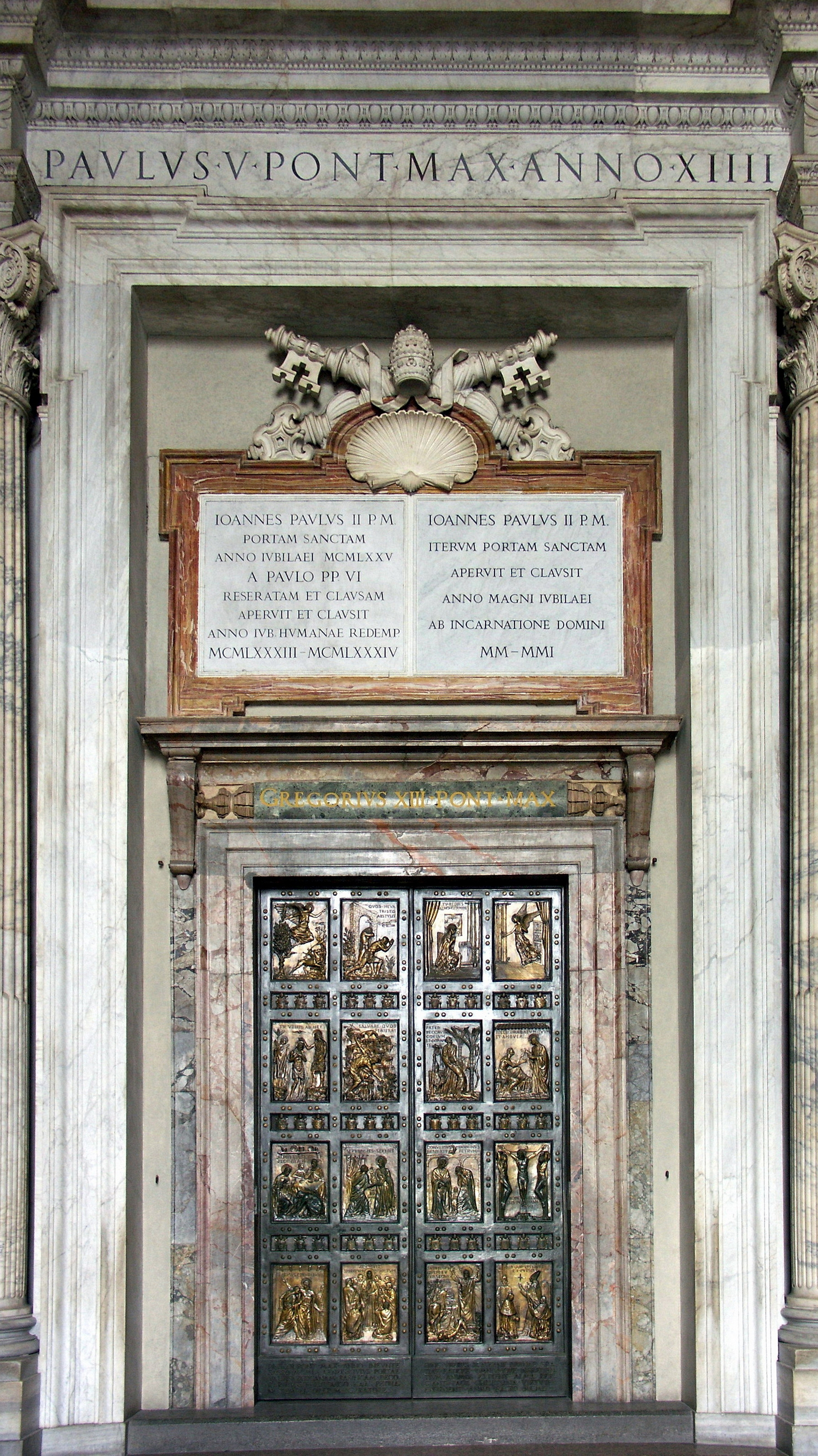
La Porte sainte de la basilique Saint-Pierre.

La Porte sainte est une porte ouverte par le pape pour marquer symboliquement le commencement de l'Année sainte.
Chacune des basiliques majeures de Rome possède sa Porte sainte qui est fermée et murée en dehors de cette période.
La tradition remonterait à 1423, année durant laquelle le pape Martin V ouvrit pour la première fois dans l'histoire des années jubilaires la Porte sainte de l'archibasilique Saint-Jean de Latran.
L'ouverture de la Porte Sainte de la basilique Saint-Pierre remonte pour la première fois à Noël 1499. À cette occasion, Alexandre VI voulut que les Portes saintes soient ouvertes non seulement à Saint-Jean-de-Latran et Saint-Pierre, mais également dans les autres basiliques majeures, Sainte-Marie-Majeure et Saint-Paul-hors-les-Murs.
Avant le jubilé de l'an 2000, il était de coutume que le souverain pontife ouvrît la Porte sainte de la basilique Saint-Pierre, puis déléguât ce pouvoir à un cardinal pour l'ouverture des portes dans les trois autres basiliques. Jean-Paul II rompit avec cette tradition en procédant lui-même à l'ouverture et à la fermeture de chacune de ces portes. Celle de la basilique Saint-Pierre restant la première à être ouverte et la dernière à être fermée.
Pour le jubilé de la Miséricorde, les portes sont à nouveau ouvertes dans tous les diocèses ainsi que dans certaines prisons et centres d'hébergement à la demande du pape François
Pour le Jubilé lié à la Miséricorde, le Pape François avait ouvert deux Portes Saintes, le 29 novembre 2015 à Bangui en République Centrafricaine, et le 8 décembre 2015 à la basilique Saint-Pierre de Rome. Ce jubilé était un jubilé extraordinaire par rapport aux 50 ans du concile Vatican II.
Enfin, le pape François a ouvert le 24 décembre 2024 à 19 h la Porte Sainte à la basilique Saint-Pierre de Rome pour une année jubilaire avec le thème "Pèlerins de l'Espérance" ; et le dimanche 29 décembre 2024, il a ouvert la Porte Sainte de la cathédrale Saint-Jean-de-Latran. À cette occasion, plusieurs cathédrales du monde ont organisé des cérémonies présidées par des évêques diocésains à la demande du Pape.

## Portes saintes
Les portes saintes des basiliques majeures de Rome:
À Rome, les quatre basiliques majeures sont dotées d'une porte sainte :
- Basilique Saint-Pierre au Vatican : la porte est une œuvre du sculpteur Vico Consorti, réalisée dans les ateliers de la Fonderia Artistica Ferdinando Marinelli à Florence.
- Basilique Saint-Paul-hors-les-Murs : créée par le sculpteur Antonio Maraini.
- Basilique Saint-Jean-de-Latran : œuvre du sculpteur Floriano Bodini.
- Basilique Sainte-Marie-Majeure : conçue par le sculpteur bolonais Luigi Enzo Mattei

Portes Saintes en dehors de Rome
En plus des basiliques romaines, plusieurs autres églises, traditionnellement des lieux de pèlerinage, possèdent des portes saintes accordées par le Pape. Voici une liste de quelques-unes des portes saintes officiellement reconnues en perpétuité par le Saint-Siège :
- Basilique Santa Maria di Collemaggio, L'Aquila, Italie : située dans les Abruzzes, cette porte sainte, la plus ancienne en dehors de Rome, est associée à la Perdonanza Celestiniana. Elle fut instituée au XIVe siècle par le Pape Célestin V.
- Cathédrale d'Atri, Italie : documentée depuis 1295, cette porte sainte est ouverte chaque année du 14 au 22 août. On ignore si le privilège a été accordé par le Pape Célestin V ou par le Pape Boniface VIII.
- Cathédrale de Saint-Jacques-de-Compostelle, Espagne : accordée par le Pape Alexandre III le 25 juillet 1178 avec la bulle papale Regis Æterni, à l'occasion de la fête de Saint Jacques, patron de l'Espagne.
- Sanctuaire de Saint Jean-Marie Vianney, Ars sur Formans, France: le privilège a été accordé par le Pape Benoît XVI en juillet 2007, à l'occasion du 150e anniversaire de la mort de Saint Jean-Marie Vianney.
- Cathédrale de Guardialfiera, Italie : la porte est ouverte chaque année les 1er et 2 juin. Le privilège a été approuvé par le Pape Benoît XVI le 13 décembre 2007.
- Chapelle de l’Université pontificale de Santo Tomas, Manille, Philippines : le Pape Benoît XVI a autorisé cette porte sainte le 21 décembre 2010, pour célébrer le 400e anniversaire de l’université en 2011.
- Cathédrale Notre-Dame de Québec, Québec, Canada : Elle est le lieu de la première «Porte sainte» en Amerique. Elle a été inaugurée le dimanche 8 décembre 2013, jour de la solennité de l'Immaculée Conception, lors de l'ouverture des fêtes du 350e anniversaire de la paroisse Notre-Dame de Québec, église-mère et première paroisse catholique d'Amérique du Nord, au nord du Mexique et des colonies espagnoles, et siège primatial de l'Église catholique qui est en Canada.

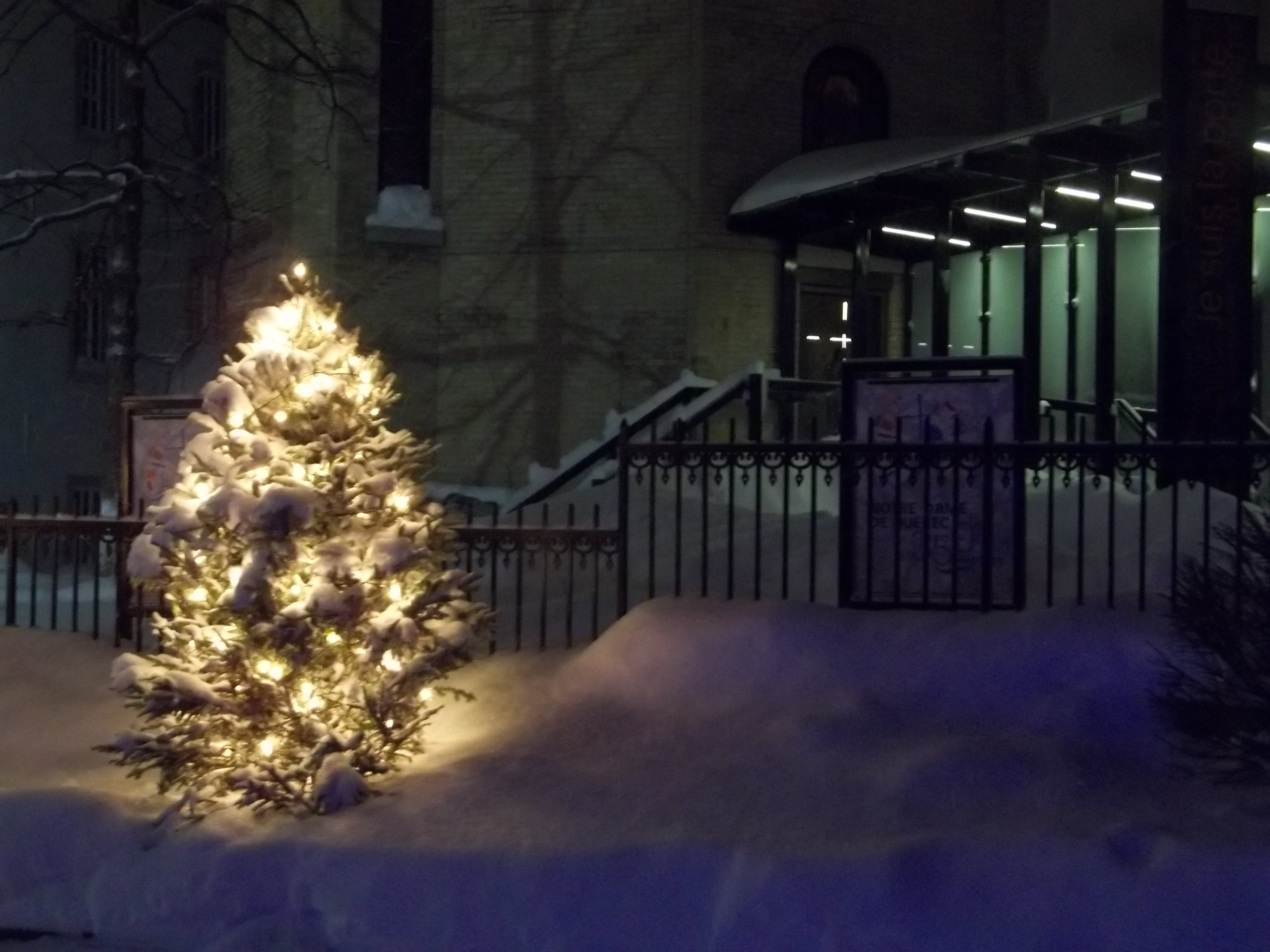
Porte sainte de la basilique-cathédrale Notre-Dame de Québec.

La Porte sainte fut ouverte toute l'année du jubilé jusqu'au 28 décembre 2014. La Porte sainte de Québec, comme les autres, ne s'ouvrira que durant les jubilés proclamés par le pape, environ tous les 25 ans.

## Les rituels d'ouverture et de fermeture de la Porte sainte

### L'ouverture
À Rome, de 1500 à 1975, chaque Porte Sainte était fermée de l'extérieur par un mur. Pour ouvrir les battants de la porte, on devait donc abattre celui-ci : le souverain pontife utilisait alors un marteau pour commencer le travail en frappant trois coups qui n'étaient pas entièrement symboliques. Le marteau utilisé était à l'origine celui des maçons, puis devint un objet artistique et précieux (ainsi celui utilisé en 1525 était en or avec un manche en ébène). Les ouvriers complétaient ensuite l'œuvre de démolition.
La porte était retirée avant que le mur ne soit abattu et replacée tout de suite après car elle servait à fermer la nuit lorsque les visites des pèlerins n'étaient plus permises. Au départ, celles-ci étaient de simples huisseries en bois, dépourvues d'ornements. La dernière porte de bois, inaugurée par le Pape Benoît XIV en 1748, fut substituée le 24 décembre 1949 par une porte de bronze richement décorée, bénie par Pie XII immédiatement après son ouverture.
Les pénitenciers passent ensuite des linges imprégnés d'eau bénite sur les montants et sur le seuil de la porte.
Depuis le jubilé de 2000, le Saint-Père ne procède plus lui-même à la démolition du mur, il se contente uniquement de pousser les battants de la porte qui sera totalement ouverte par deux « sampietrini » (les ouvriers du Vatican).

### La fermeture
L'Année sainte terminée, le pape ferme lui-même la porte, toujours aidé par des « sampietrini ». Puis, la reconstruction d'un nouveau mur débute, avec des pierres et des briques qui ont été préalablement bénites. Celles-ci, ainsi que le mortier qui servira à les sceller, feront d'ailleurs l'objet d'une dévotion particulière de la part des pèlerins.
Autrefois, le pape procédait alors à la pose de la première pierre en utilisant une truelle en or, dont l'utilisation fut rapportée à partir de 1525. Pie XII sera le dernier à en faire usage lors du rite de fermeture de l'Année Sainte de 1950.
Une coutume (qui remonte au Jubilé de 1500) veut que l'on inclut également des pièces de monnaie dans le mur. Au début, les pièces étaient simplement coulées dans la chaux. À partir de 1575, elles sont placées dans un coffre métallique, accompagné du parchemin qui atteste la fermeture de la porte. Il est à noter que le rite de fermeture, rédigé à l'occasion de l'Épiphanie de 1501, prévoit aussi que deux cardinaux déposent dans le mur deux petites briques, l'une d'or et l'autre d'argent.